# (35009) 1980 US1
1980 US1 (asteroide 35009) é um asteroide da cintura principal. Possui uma excentricidade de 0.21116250 e uma inclinação de 4.41002º.
Este asteroide foi descoberto no dia 31 de outubro de 1980 por Schelte J. Bus em Palomar.